# Nadja Dobnik
Nadja Dobnik [Nádja Dóbnik], slovenska jezikoslovka, mentorica, prevodoslovka, prevajalka, urednica in založnica, * 23. maj 1963, Ljubljana, Slovenija.

## Življenje in delo
Nadja Dobnik se je rodila v Ljubljani leta 1963. Po maturi na Gimnaziji Bežigrad je na Filozofski fakulteti Univerze v Ljubljani študirala francoščino, italijanščino in primerjalno književnost. V času študija je bila članica francoske gledališke skupine Les Théâtreux. 
Po diplomi 1989 se je najprej zaposlila kot strokovna in tehnična prevajalka, več let je delovala tudi v svobodnem poklicu, od 1994 pa je kot predavateljica poslovne francoščine in italijanščine zaposlena na ljubljanski Ekonomski fakulteti. Od 1998 poklicno sodeluje z Oddelkom za prevajalstvo FF UL, kjer predava več predmetov s področja prevajanja iz francoščine.
2001 je na Oddelku za pedagogiko in andragogiko FF UL magistrirala iz didaktike jezika stroke in kurikularnega načrtovanja v jezikovnem izobraževanju z delom Programiranje v jezikovnem izobraževanju za posebne ciljne skupine odraslih (COBISS), 2012 pa je doktorirala iz didaktike prevajanja z disertacijo Analiza napak v prevodih študentov v funkciji načrtovanja in razvijanja predmetov francoskega jezika v okviru študijskega programa prevajalstva (COBISS).
Od leta 2009 na Filozofski fakulteti v Ljubljani in Javnem skladu Republike Slovenije za kulturne dejavnosti (JSKD) vodi prevajalske projekte z mladimi prevajalci.
Je članica Društva slovenskih književnih prevajalcev (DSKP), Društva prevajalcev in tolmačev Slovenije (DPTS), Slovenskega društva učiteljev tujega strokovnega jezika (SDUTSJ), Fondation Saint-John Perse, različnih strokovnih organov, komisij in žirij (npr. na Zavodu RS za šolstvo (ZRSŠ), EF UL, DSKP, Javni agenciji za knjigo Republike Slovenije (JAK)) ter stalna sodelavka jezikovnega centra Chambre de commerce et d'Industrie Paris, ustanovna članica in predsednica Književnega društva Hiša poezije (2006), članica uredništva revije Poetikon in urednica knjižne zbirke Ginko (Književno društvo Hiša poezije).

## Delo z bibliografskimi podatki
Nadja Dobnik je dejavna na različnih področjih, zato je tudi njeno delo raznoliko in številno. Je avtorica več spremnih besed, prevodov, študij, strokovnih in znanstvenih prispevkov, učbenikov, priročnikov itd.

### Izvirni znanstveni članki
- DOBNIK, Nadja. Les enjeux de l’intelligence artificielle : enseigner et apprendre a traduire sans ordinateur - utopie ou defi ? = The challenges of artificial intelligence : teaching and learning to translate without computers - utopia or opportunity?. Scripta manent : revija Slovenskega društva učiteljev tujega strokovnega jezika, 2024, vol. 19, iss. 1, str. 63–80. ISSN 1854–2042. DOI: 10.4312/sm.19.1. (COBISS)
- DOBNIK, Nadja, LAMY-JOSWIAK, Anne-Cécile. Les enjeux de l'internationalisation : conception d'un cours de français des affaires pour débutants. Action didactique, 2023, vol. 6, nu. 1=11, str. 184–208. ISSN 2661–7870. Https://www.asjp.cerist.dz/en/article/230534, Repozitorij Univerze v Ljubljani – RUL. (COBISS)
- DOBNIK, Nadja. Didactics of specialized translation - experiences and observations on student translation errors in the case of a wine-related document. Scripta manent : revija Slovenskega društva učiteljev tujega strokovnega jezika, 2019, vol. 14, iss. 1, str. 49–69, 73. ISSN 1854–2042. Http://scriptamanent.sdutsj.edus.si/ScriptaManent/article/view/292, Repozitorij Univerze v Ljubljani – RUL, Digitalna knjižnica Slovenije – dLib.si. (COBISS)
- DOBNIK, Nadja. Nekatere težave mladih prevajalcev pri prevajanju strokovnih besedil – primeri napak v prevodih komercialnega besedila. Vestnik za tuje jezike [tiskana izd.], 2019, letn. 11, št. 1, str. 7–28, preglednice. ISSN 1855–8453. Https://revije.ff.uni-lj.si/Vestnik/article/view/9004/8842, Digitalna knjižnica Slovenije – dLib.si, DOI: 10.4312/vestnik.11.7-28. (COBISS), [SNIP, Scopus]
- DOBNIK, Nadja. Kako sladka so francoska vina : analiza napak študentov v prevodih besedil s področja vin in vinske kulture. Vestnik za tuje jezike [tiskana izd.], 2012, letn. 4, št. 1/2, str. 7–22, ilustr. ISSN 1855–8453. Digitalna knjižnica Slovenije – dLib.si. (COBISS)
- DOBNIK, Nadja. Programiranje v jezikovnem izobraževanju odraslih : vsebina programa kot dogovor med izobraževalcem in udeleženci izobraževanja. Andragoška spoznanja [tiskana izd.], 2001, letn. 7, št. 2, str. 56–75. ISSN 1318–5160. Digitalna knjižnica Slovenije – dLib.si. (COBISS)
- DOBNIK, Nadja. Vloga učbenika v izobraževanju na daljavo : načrtovanje strukture učbenika, tipologija besedil in funkcija grafičnega oblikovanja. Andragoška spoznanja [tiskana izd.], 1998, št. 3/4, str. 34–47. ISSN 1318–5160. Digitalna knjižnica Slovenije – dLib.si. (COBISS)

### Univerzitetni učbeniki in pripomočki
- DOBNIK, Nadja, LAMY-JOSWIAK, Anne-Cécile. Introduction au français des affaires. Ljubljana: Ekonomska fakulteta, Založništvo, 2022. VII, 120 str., ilustr. Učbeniki Ekonomske fakultete. ISBN 978-961-240-388-1. (COBISS)
- LENASSI, Nives, DOBNIK, Nadja. Nuovi Affari in italiano. Ljubljana: Ekonomska fakulteta, Založništvo, 2018. V, 225 str., ilustr. Učbeniki Ekonomske fakultete. ISBN 978-961-240-332-4. (COBISS)
- DOBNIK, Nadja. Le français de l'entreprise. 1. natis. Ljubljana: Ekonomska fakulteta, 2005. 83 str., ilustr. EF, Skripta. ISBN 961-240-055-5. (COBISS)
- DOBNIK, Nadja, LENASSI, Nives. Affari in italiano : corso di italiano commerciale. 1. izd. Ljubljana: Ekonomska fakulteta, 2002. VI, 225 str., ilustr. EF, Učbenik. ISBN 961-6430-28-9. (COBISS)
- GERLIČ, Ivan, DEBEVC, Matjaž, DOBNIK, Nadja, ŠMITEK, Branislav, KORŽE, Danilo. Načrtovanje in priprava študijskih gradiv za izobraževanje na daljavo. Maribor: Fakulteta za elektrotehniko, računalništvo in informatiko, 2002. 111 str., ilustr. ISBN 961-6206-06-0. (COBISS)
- DOBNIK, Nadja. Vloga tutorja pri študiju na daljavo : priročnik za tutorje Visoke poslovne šole Ekonomske fakultete v Ljubljani. 1. izd. Ljubljana: Ekonomska fakulteta, 2001. 45 str., ilustr., tabele. EF, Študij na daljavo, Priročnik. ISBN 961-6343-88-2. (COBISS)
- DOBNIK, Nadja, FRIN, Dominique. La langue de l'entreprise. Ptie 1, La communication externe de l'entreprise : correspondance - téléphone. 1. natis. Ljubljana: Ekonomska fakulteta: = Faculté des Sciences Economiques, 1996. 86 str. EF, Učbenik. ISBN 961-6081-30-6. (COBISS)

### Mentorski projekti
- Pascal Quignard, Vsa jutra sveta (2010) (COBISS)
- Jean Teulé, Trgovinica za samomore (2012) (COBISS)
- Andreї Makine, Svet po Gabrielu: božični misterij (2012) (COBISS)
- Fabienne Swiatly, Ko se preživljaš sam (2014) (COBISS)
- Michel Tournier, Svetlolasa kraljica (2014) (COBISS)
- Andreї Makine, Knjiga kratkih večnih ljubezni (2019) (COBISS)
- Michel Serres, Palčica (2018) (COBISS)
- Sylvain Tesson, Pod milim nebom (2020) (COBISS)

### Literarni prevodi (izbor)
- Francoski testament (Andreï Makine, življenjepis, 2005, Maribor: Litera) (COBISS)
- Tristano umira: zgodba nekega življenja (Antonio Tabucchi, roman, 2006, Maribor: Litera) (COBISS)
- Katarina, mala balerina (Patrick Modiano, kratka proza, 2007, Ljubljana: Družba Piano) (COBISS)
- Ukrivljene deske (Yves Douve Bonnefoy, poezija, 2007, Ljubljana: Književno društvo Hiša poezije) (COBISS)
- Glasba njegovega življenja (Andreï Makine, roman, 2008, Ljubljana: Družba Piano) (COBISS)
- Indijski nokturno (Antonio Tabucchi, roman, 2008, Ljubljana: Družba Piano) (COBISS)
- O modrini (Jean-Michel Maulpoix, poezija, 2008, Ljubljana: Književno društvo Hiša poezije) (COBISS)
- Občutek neba (Jean-Michel Maulpoix, kratka proza, 2008, Ljubljana: Književno društvo Hiša poezije) (COBISS)
- Poezija 1946–1967 (Philippe Jaccottet, poezija, 2008, Ljubljana: Književno društvo Hiša poezije) (COBISS)
- Za vedno živa (Christian Bobin, kratka proza, 2008, Maribor: Litera) (COBISS)
- Alabama song (Gilles Leroy, roman, 2009, Ljubljana: Družba Piano) (COBISS)
- Nedotakljivo (Fabio Scotto, poezija, 2010, Ljubljana: Književno društvo Hiša poezije) (COBISS)
- Življenje neznanega moškega (Andreï Makine, roman, 2010, Ljubljana: Družba Piano) (COBISS)
- Nasledstvo sonca (Albert Camus, kratka proza, 2011, Ljubljana: Književno društvo Hiša poezije) (COBISS)
- O gibanju in negibnosti (Yves Douve Bonnefoy, poezija, 2011, Ljubljana: Književno društvo Hiša poezije) (COBISS)
- Parnik in druge pesmi: 1997–2010 (Jacques Roubaud, poezija, 2011, Ljubljana: Študentska založba) (COBISS)
- Razpostava vrta in telesa; Sedem včerajšnjih dni (Claude Esteban, poezija, 2011, Ljubljana: Književno društvo Hiša poezije) (COBISS)
- V zimski svetlobi (Philippe Jaccottet, poezija, 2011, Ljubljana: Književno društvo Hiša poezije) (COBISS)
- Vsi so zaposleni (Christian Bobin, kratka proza, 2011, Ljubljana: Književno društvo Hiša poezije) (COBISS)
- Poezija (Louise Labé, poezija, 2012, Ljubljana: Književno društvo Hiša poezije) (COBISS)
- Biti ogenj (Zéno Bianu in André Velter, poezija, 2013, Ljubljana: Književno društvo Hiša poezije) (COBISS)
- Rekviem za vzhod (Andreï Makine, roman, 2013, Ljubljana: eBesede) (COBISS)
- Hic et nunc (Fabrizio Dall'Aglio, poezija, 2014, Ljubljana: Književno društvo Hiša poezije) (COBISS)
- Ruševine neba (Christian Bobin, roman, 2014, Ljubljana: Književno društvo Hiša poezije) (COBISS)
- V kavarni izgubljene mladine (Patrick Modiano, roman, 2015, Ljubljana: eBesede) (COBISS)
- Z malo več neba (André Velter, poezija, 2015, Ljubljana: Književno društvo Hiša poezije) (COBISS)
- Bela dama (Christian Bobin, življenjepis, 2017, Ljubljana: Književno društvo Hiša poezije) (COBISS)
- Hvalnice (Perse Saint-John, poezija, 2018, Ljubljana: Književno društvo Hiša poezije) (COBISS)
- Otočje drugačnega življenja (Andreï Makine, roman, 2020, Ljubljana: Književno društvo Hiša poezije) (COBISS)
- Armenski prijatelj (Andreï Makine, roman, 2022, Ljubljana: Književno društvo Hiša poezije) (COBISS)
- Življenje pred seboj (Romain Gary, roman, 2022, Ljubljana: Književno društvo Hiša poezije) (COBISS)
- Razkošno življenje (Christian Bobin, kratka proza, 2023, Ljubljana: Književno društvo Hiša poezije) (COBISS)
- Rdeča šmarnica (Christian Bobin, roman, 2023, Ljubljana: Književno društvo Hiša poezije) (COBISS)
- Stari koledar njune ljubezni (Andreï Makine, roman, 2023, Ljubljana: Književno društvo Hiša poezije) (COBISS)
- Freska, naslikana na mračnem zidu; Pismo ljubljeni ženski o vprašanju smrti (Jean-Pierre Siméon, poezija, 2024, Ljubljana: Književno društvo Hiša poezije) (COBISS)
- Obljuba ob zori (Romain Gary, življenjepis, 2024, Ljubljana: Književno društvo Hiša poezije) (COBISS)